# World’s First Cinema
World’s FIrst Cinema — американская рок-группа в жанре инди-рок, базирующаяся в Лос-Анджелесе. Основана в 2019 году Джоном Синклером (вокал, скрипка, фортепиано, струнные) и Филом Торпом (гитара, бас-гитара, продюсирование).

## История

### Предыстория (2019 и ранее)

#### Предыстория Джона
Джон Синклер — музыкант с самого детства: с 6 лет играет на скрипке, самостоятельно обучился игре на пианино, также обучался игре на саксофоне. Ради музыкальной карьеры бросил колледж, но начать зарабатывать музыкой смог только в 20 лет, до этого, параллельно карьере, работая официантом.
До переезда в Лос-Анджелес и знакомства с Филом Торпом — был соло-артистом (известным как Saint Claire) и сессионным музыкантом, сотрудничал с репером Macklemore.

#### Предыстория Фила
Фил Торп, в отличие от Джона, не был музыкантом с самого детства: только став подростком, открыв для себя Blink-182, Green Day и New Found Glory, решил, что хочет заниматься музыкой. В возрасте 14 лет впервые взял в руки гитару и начал самостоятельное обучение игре. Став гитаристом-самоучкой, начал учиться писать музыку и выступать на концертах (став концертным музыкантом).
с 2011 по 2013 год — был гитаристом мелодик-хардкор группы Climates.
В 2012 году вступил в валлийскую поп-панк группу Neck Deep в качестве басиста.
В сентябре 2018 года Фил ушел из Neck Deep ради построения карьеры продюсера.

### 2020—2024: Создание, становление,Can’t Feel Anythingи первый успех
В конце 2019 года Джон и Фил случайно встретились на вечере настольных игр своего общего друга. По их словам:

…У нас не было никакого плана по созданию музыки, которую мы сейчас создаем, мы просто подружились и начали работать. Работа была слишком увлекательной, чтобы ее игнорировать…
Оригинальный текст (англ.)...There was no real scheme to make the music we’re making now, we just became friends and started working. The work was just way too fun to ignore...

Первый трек, Can’t Feel Anything, был выпущен 6 ноября 2020 года; клип на трек (lyrics-видео) был выпущен 18 ноября 2020 года на Youtube. Согласно тексту на официальном сайте, группа «воплощает впечатления от просмотра фильмов в своей музыке»

### 2025 — н. в.: новые треки и LPSomething of Wonder
Продолжая серию выхода синглов (в октябре и ноябре 2024 года вышли Freak Show и The Underneath соответственно), после небольшого перерыва, 24 января 2025 года вышел сингл Paranoid. 21 марта 2025 года вышел сингл End of My Rope, вместе с выходом которого была анонсирована дата выхода Something of Wonder — дебютного альбома группы. После анонса, 16 мая 2025 года вышел сингл Broken.
11 июля 2025 года вышел Something of Wonder - дебютный альбом группы.

## Дискография
Альбомы (LP):
- Something of Wonder (2025)

Мини-альбомы (EP):
- Rituals (2021)
- Palm Reader (2023)
- Palm Reader — Silver Screen Edition (2024)

Гостевые участия (Feat.):
- Andrew Wade — Fall In Memphis (feat. World’s First Cinema) (2021)
- Punctual — Castles (feat. World’s First Cinema) (2022)
- SLUMBERJACK — And I (feat. World’s First Cinema) (2022)